# Mafia
Mafia  è un termine che indica un tipo di organizzazione criminale retta da violenza, omertà, riti d'iniziazione e miti fondativi. Secondo il significato estensivo del termine, indica una qualsiasi organizzazione di persone dedite ad attività illecite, segreta e duratura, che impone la propria volontà con mezzi illegali violenti e armi, spesso facendo pagare una tassa per una falsa protezione, chiamata "pizzo", per conseguire interessi a fini privati e di arricchimento illegale anche a danno degli interessi pubblici.

## Analisi storica

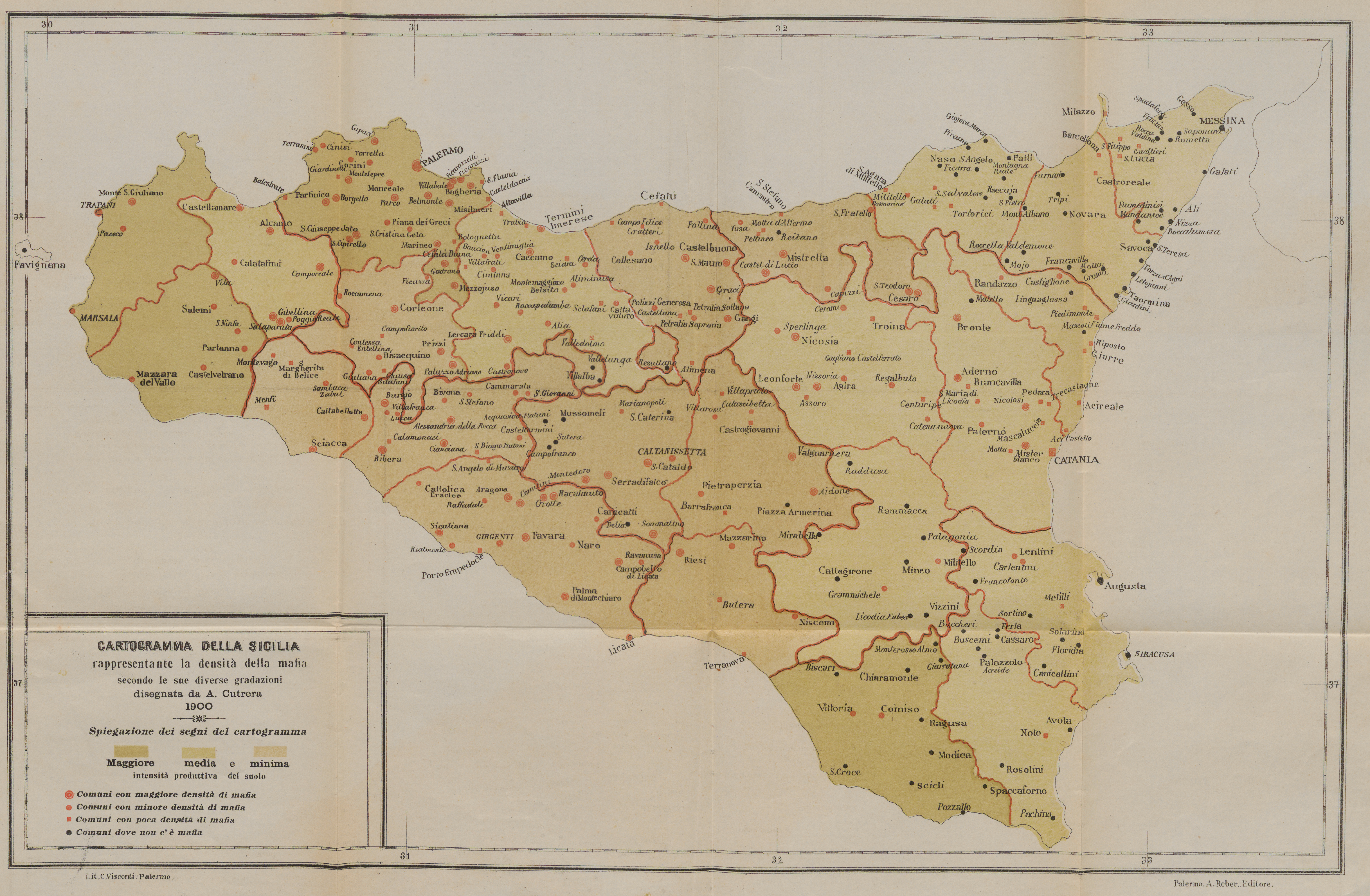
Cartina della Sicilia del 1900 che mostra la densità mafiosa dei comuni siciliani, pubblicata dal delegato di P.S. Antonino Cutrera nel libro "La mafia e i mafiosi".

Inizialmente, con il termine Mafia spesso ci si riferiva a Cosa Nostra, anche se storicamente si ritiene che la prima organizzazione mafiosa italiana sia la Camorra.  Organizzazioni ancor più antiche sono le Triadi cinesi e la Yakuza giapponese.
Alcuni ritengono che abbia avuto origine dalla setta segreta spagnola della Garduna, secondo altri da quella dei Beati Paoli, operante in Sicilia nel XII secolo circa. Secondo gli storici, la mafia siciliana nacque in epoca borbonica in una zona ben precisa della Sicilia occidentale, compresa tra Palermo, Agrigento e Trapani, dove vigeva il dominio dal latifondo che vessava una massa di contadini nella miseria e nello sfruttamento. Fra nobiltà terriera e contadini come intermediario era presente un ceto di spregiudicati e violenti massari, campieri ("guardie armate" del latifondo) e gabellotti (gestori dei feudi a gabella, cioè in fitto) che terrorizzavano i contadini e i proprietari con i loro sgherri, venivano a patti con i briganti, amministravano una rozza giustizia che però non ammetteva alcuna forma di opposizione. I briganti, i ladri e i ribelli che infestavano le campagne siciliane avevano un ambiguo rapporto con i massari, i gabellotti e i campieri: i contadini servivano i massari e vedevano talvolta in loro degli alleati possibili contro i latifondisti che a loro volta si servivano dei massari e dei campieri, pur disprezzandoli e temendoli, come forza contro il latente pericolo costituito da possibili rivolte delle masse contadine. Massari, gabellotti e campieri si servivano dei briganti contro nobili e contadini ma sapevano anche spazzarli via con violenza quando dovevano dimostrare a tutti gli abitanti del feudo chi comandava effettivamente. Per giungere al dominio del territorio la mafia controllava non solo il mondo rurale, i trasporti, l'attività mineraria, gli allevamenti, ma anche la delinquenza urbana, i tribunali, le centrali di polizia, i centri del potere. I mafiosi erano nel contempo imprenditori, organizzatori della produzione, giudici, gendarmi, esattori delle tasse poiché prelevavano quote di ricchezza dal lavoro e dalla rendita dei ceti sociali in mezzo ai quali vivevano ed operavano.
 

Uno dei primi documenti che delineano bene il fenomeno mafioso che stava prendendo forma è una lettera di denuncia del 3 agosto 1838 inviata al ministro Parisi dal procuratore generale di Trapani, P. Calà Ulloa: 
Secondo uno studio degli intellettuali toscani Leopoldo Franchetti e Sidney Sonnino, tale situazione andava ricercata nel fatto che nell'età moderna prima e contemporanea poi, mentre nella maggior parte dell'Europa i poteri legali e centrali si rafforzavano ed espandevano (fenomeno risaltato soprattutto dalla nascita dei primi Stati nazionali), in Sicilia vi era una situazione di legalità frammentata: i signori feudali erano in concorrenza con i deboli poteri centrali, organizzati malamente in un groviglio di giurisdizioni e di competenze; i deboli erano esposti allo strapotere dei signori e degli sbirri; i fragili ceti produttivi e mercantili erano soggetti alle soperchierie di funzionari e baroni. La violenza, in questo contesto premessa per la sicurezza, si privatizza: i signorotti del posto hanno i loro sgherri, l'Inquisizione ha i suoi ufficiali ed agenti, le corporazioni hanno le loro compagnie d'armi, i mercanti pagano le scorte armate per i trasferimenti di merci. Si assiste ad un continuo scontro di poteri e di interessi, in una terra in cui il continuo succedersi di poteri e dominazioni non ha favorito la coesione tra popoli e governanti. In altre parti d'Italia, il fenomeno prende il nome di bravi, sgherri spesso provenienti dal centro e nord Europa al servizio dei signorotti feudali del Nord Italia durante la dominazione spagnola.
Dopo la proclamazione del Regno d'Italia (1861), i funzionari della Destra storica considerarono mafiosi tutti «i briganti e i renitenti alla leva, i notabili a capo dei partiti municipali e i piccoli delinquenti, gli avversari dell'ordine sociale e quelli dell'ordine politico», ossia gli oppositori politici borbonici, mazziniani e clericali. I parlamentari della Sinistra storica accusarono a loro volta quelli della Destra di servirsi dei mafiosi per governare. In un'indagine sulla Sicilia commissionata dal Parlamento del nuovo regno nel 1876, si legge: «La mafia è la solidarietà istintiva, brutale [...] che unisce tutti quegli individui che amano trarre l'esistenza e gli agi non già dal lavoro, ma dalla violenza, dall'inganno, dall'intimidazione», negando il suo carattere di associazione a delinquere organizzata e gerarchica. I governi del tempo riuscirono a fare ben poco per sconfiggere tali associazioni criminose, che anzi continuarono a prosperare e a diffondersi, estendendo la propria zona di azione dapprima a tutto lo Stato italiano e poi anche ad alcune regioni d'Europa e in America.
Nel corso del ventesimo secolo, le aggregazioni rette dalla legge dell'omertà e del silenzio consolidarono un'immensa potenza in Sicilia e, a seguito della dura repressione fascista operata dal prefetto Cesare Mori, riemersero dopo la seconda guerra mondiale come forza antisindacale ed anticomunista. A partire dagli anni sessanta, avvenne il passaggio dalla mafia "agricola" legata al feudo a quella "urbano-imprenditoriale" poiché essa individuò nuove attività di profitto (speculazione edilizia, gestione degli appalti pubblici, sequestri di persona, contrabbando di sigarette e traffico di droga), le quali determinarono un'accesa rivalità tra i gruppi che la componevano (le "cosche" o "famiglie") con conseguenti due grandi guerre interne che provocarono centinaia di morti: la prima (nel 1962) e la seconda guerra di mafia (nel 1981), quest'ultima conclusasi con l'ascesa della consorteria dei Corleonesi. L'accresciuta ricchezza delle cosche accumulata con i traffici illeciti trasformò la mafia in una vera e propria potenza finanziaria in concorrenza con lo Stato italiano, ostilità che culminò con l’uccisione senza quartiere di uomini politici, poliziotti e magistrati che vi si opponevano. Le vittime più illustri che caddero nella lotta contro la mafia furono il generale Carlo Alberto dalla Chiesa, i politici Pier Santi Mattarella, Michele Reina e Pio La Torre, i poliziotti Beppe Montana e Ninni Cassarà, i giudici Gaetano Costa, Cesare Terranova, Paolo Borsellino e Giovanni Falcone.
Questa organizzazione era conosciuta dai suoi stessi affiliati come Cosa nostra, nome reso noto pubblicamente la prima volta nel 1963 dal primo pentito statunitense Joe Valachi. Inizialmente ci si riferì con questo nome alle ramificazioni territoriali della mafia negli Stati Uniti d'America ma negli anni ottanta il collaboratore di giustizia Tommaso Buscetta rivelò che anche in Sicilia gli affiliati utilizzavano il termine Cosa nostra e mai quello di mafia, considerato "un'invenzione letteraria". 

Ben presto, il termine mafia fu associato anche ad altre organizzazioni dello stesso tipo come la Camorra campana, la 'Ndrangheta calabrese o, fuori dall'Italia, la mafia russa, la mafia albanese o le Triadi cinesi, che poco o niente avevano a che fare con l'omologo siciliano. Infatti il giudice Giovanni Falcone affermò di essere contrario all'apposizione dell'etichetta "mafia" a fenomeni di criminalità organizzata in generale:
(Giovanni Falcone)
Secondo le più recenti analisi, l'aspetto più preoccupante del fenomeno mafioso è oggi costituito dalla cosiddetta zona grigia (o «borghesia mafiosa»), quell'area intermedia fatta di individui che vivono nella legalità (ad es. tecnici, esponenti della burocrazia, professionisti, imprenditori e politici) ma che alimentano la mimetizzazione dell'economia mafiosa, fornendo collaborazione e supporto a questo tipo di organizzazioni.

## Le speculazioni sull'origine del termine
Anche l'origine del lemma è incerta. Un primo utilizzo venne registrato in Sicilia nel 1863 nell'opera teatrale I mafiusi de la Vicaria, ambientata nel carcere della Vicaria di Palermo e scritta da Giuseppe Rizzotto e Gaetano Mosca. La prima volta che il termine maffia comparve ufficialmente accostato al senso tuttora in uso di organizzazione malavitosa o malavita organizzata è in un rapporto del prefetto di Palermo nel 1865, Filippo Antonio Gualterio, in cui denunciava l'esistenza di un'associazione criminale e sovversiva che metteva insieme delinquenti, filomazziniani e filoborbonici con l'obiettivo di rovesciare il neonato Regno d'Italia.
Una delle spiegazioni più celebri sull'origine della parola mafia fu data dall'etnologo siciliano Giuseppe Pitrè:
(G. Pitré, Usi e costumi credenze e pregiudizi del popolo siciliano, Palermo, 1889)
Si è spesso voluto associare il termine con un qualche vocabolo di origine araba, a causa della sua radice non facilmente accostabile a termini di origine invece latina o greca. Tale accostamento alla lingua araba è stato forzatamente giustificato con la presenza in Sicilia nel corso del IX e del XI secolo, della componente islamica, anche perché, come spiega lo storico e studioso Giuseppe Carlo Marino, nella lingua araba il termine "mahyas" rivestirebbe lo stesso significato che il Pitrè attribuiva al termine "mafia". Questo perché, secondo l'opinione del Marino, l'organizzazione criminale siciliana è stata la prima organizzazione criminale del mondo e la prima ad essere appellata col nome "mafia". Tuttavia il lemma mahyas non ha esattamente lo stesso significato che forzatamente si associa alla definizione del Pitré, come dimostra il senso attribuitogli dallo studioso Diego Gambetta: secondo questi infatti il vocabolo "mafia" potrebbe provenire dall'arabo مهياص (mahyas) che significherebbe piuttosto "spavalderia", "vanto aggressivo". Claudio Lo Monaco propone piuttosto مرفوض (marfud = rifiutato) da cui proverrebbe il termine mafiusu, che nel XIX secolo indicava una persona arrogante, prepotente, ma anche intrepida e fiera. Bisognerebbe quindi ammetterne la presenza nei documenti islamici relativi alla Sicilia pervenutici e raccolti fin qui, tuttavia i vocaboli esposti non appaiono mai menzionati: cfr. ad esempio Michele Amari, Biblioteca Arabo-Sicula- testi e traduzioni. 1857-1887. Tuttavia per Marino il termine arabo "mahyas" comunque in genere esiste nella lingua araba e ha proprio i significati su esposti e potrebbe essere una mancanza in buona fede dell'Amari il non aver indicato tale termine o termini simili. La presenza di più ipotesi spesso discordanti sul lemma in lingua araba che abbia fatto nascere il termine "mafia", l'assenza di una documentazione preesistente al XIX secolo, la mancata documentazione del fenomeno in età medioevale e l'assenza di un uso simile in altre comunità arabofone nel presente e nel passato tuttavia concorrono a mettere in seria crisi l'ipotetica origine del termine dalla lingua islamica. 
Invece secondo Santi Correnti, che rigetta le origini del termine dall'arabo, sarebbe un termine piuttosto recente, forse derivato dal dialetto toscano, trovando un riscontro nella parola maffia. Correnti sostiene l'origine toscana ritenendo che nei primi documenti giuridici riferentisi alla mafia, questo termine veniva trascritto con due "f", quindi "alla toscana". Tuttavia nei documenti menzionati, tale termine viene trascritto alternativamente sia con due "f" sia alla siciliana con una "f". Di una origine non siciliana quanto piuttosto dal nord Italia parla anche Pasquale Natella che ricorda come a Vicenza e Trento si usasse il vocabolo maffìa per indicare la superbia e la «pulizia glottologica» [...] va subito applicata in Venezia dove a centinaia di persone deve essere impedito di pronunciare S. Maffìa [...]. La diceria copriva, si vede, l'intera penisola e nessuno poteva salvarsi; in tutte le caserme ottocentesche maffìa equivaleva a pavoneggiarsi e copriva il colloquio quotidiano così in Toscana come in Calabria, dove i delinquenti portavano i capelli alla mafiosa». In merito, Marino ne ha voluto ribadire la propria opposizione, in considerazione del fatto che il Correnti (che comunque il Marino non menziona direttamente) ha negato finanche che la mafia avesse origine siciliana, avendola considerata un fenomeno di importazione, senza spiegare né come "un fenomeno importato" sia potuto attecchire in Sicilia in modo così capillare con caratteristiche quasi uniche, ignorando quindi le complesse vicende storiche, sociali, culturali ed economiche, tipiche della Sicilia e non accostabili a nessuna altra realtà territoriale esterna alla Sicilia, né in che modo un termine "non siciliano" sia potuto arrivare ed attecchire in Sicilia in modo così diffuso (e non solo in connessione con la celebre organizzazione criminale siciliana, ma anche nei significati riferiti dal Pitré) come in nessuna altra parte, tanto che è attraverso la Sicilia che tale termine è stato storicamente conosciuto a livello di massa, "provenendo da altre terre". Per Marino, quindi, il Correnti ha creduto di salvare l'onore della Sicilia adducendo sue personali considerazioni, senza base storica.
Va infine ricordato quanto scritto già nel 1876 da Vincenzo Mortillaro nel suo Nuovo dizionario siciliano-italiano per mafia: «Voce piemontese introdotta nel resto d'Italia ch'equivale a camorra». Tale definizione ci ricorda come, nel 1876, il lemma appare di lingua italiana e non di lingua siciliana. Altrettanto significativo il fatto che Mortillaro specifichi che il fenomeno mafioso in Sicilia prende il nome di camorra. Tale importante riferimento dunque, può dimostrare come ogni tentativo di associare il termine mafia o maffia ad un qualsiasi vocabolo in lingua araba sia da considerarsi superato o comunque per nulla documentabile.
Nel 1959, ossia quando il termine era ormai diffuso e aveva già subìto l'evoluzione storica del secondo conflitto mondiale, Domenico Novacco invitava a una lettura critica del passo di Mortillaro, in quanto a suo dire la "boutade" del Mortillaro [...] era emessa nel solco d'un filo autonomistico siciliano antiunitario che dava ai sabaudi il demerito d'aver introdotto nella immacolata isola cattive tradizioni e tendenze para ispaniche». Al di là di ciò che afferma il Novacco, resta comunque il fatto che il Mortillaro non ha spiegato in che modo un termine di presunta "origine piemontese", sia passato in Sicilia e si sia diffuso in modo così capillare, entrando prepotentemente nella lingua siciliana, considerato, che in piemontese ricopre un significato assai diverso dal siciliano. Il Marino ribadisce l'origine arabo-sicula del termine, adducendo che fosse cosa certa.
In un suo studio apparso nel 1972 su Storia illustrata, Leonardo Sciascia ricostruisce con molta attenzione l'origine del termine mafia. Egli riprende anche la teoria relativa all'introduzione del vocabolo nell'isola, ricondotta all'unificazione del Regno d'Italia, espressa da Charles Heckethorn; questa teoria, poi ripresa dall'economista e sociologo Giuseppe Palomba, afferma che il termine «MAFIA» non sarebbe altro che l'acronimo delle parole: «Mazzini Autorizza Furti Incendi Avvelenamenti». Va considerato il significato antropologico non privo di valore riguardo a un'organizzazione segreta a specchi capovolti che sarebbe nata nell'isola [Sicilia] con finalità più o meno carbonare. Sempre con un acronimo il giornalista e studioso Selwyn Raab tenta di spiegare le origini della mafia, riallacciandosi al "mito" dei Beati Paoli e ai precedenti moti antifrancesi durante i cosiddetti Vespri siciliani, come già fece in sede di interrogatorio Tommaso Buscetta, facendo derivare il termine dalla frase «Morte Alla Francia Italia Anela».

## I tratti e le caratteristiche distintive

La struttura tipica di una famiglia mafiosa tradizionale

Le analisi moderne del fenomeno considerano la mafia, prima ancora che un'organizzazione criminale, un "sistema di potere" fondato sul consenso e l'omertà della popolazione e sul controllo sociale che ne consegue; ciò evidenzia come la sua principale garanzia di esistenza non stia tanto nei proventi delle attività illegali sicuramente importanti, quanto nel consenso della popolazione e nelle collusioni con funzionari pubblici, istituzioni dello Stato e politici, ovvero nel supporto sociale.
Di conseguenza il termine viene spesso usato per indicare un modo di fare o meglio di organizzare attività illecite. Le organizzazioni appartenenti al genere hanno una propria e tipica struttura, e spesso adottano comportamenti basati su un modello di economia statale ma parallela e sotterranea. L'organizzazione mafiosa trae profitti e vantaggi sia da tutti i tipi di attività illecite, ma anche dall'insediarsi nell'economia legale per investire e riciclare i lauti proventi.

I capimafia (spesso a causa della latitanza) comunicano principalmente in modo scritto (in Italia, ad esempio, fanno spesso uso di biglietti di carta detti pizzini) poiché non sempre sono in grado di comunicare di persona a tutti i loro sottoposti (capifamiglia, picciotti) con determinati mezzi di comunicazione (come il telefono e la posta) poiché suscettibili di intercettazioni. Un mezzo di comunicazione utilizzato specificamente nel passato era il Baccaglio (in siciliano “baccagghiu”), ovvero il gergo usato negli ambienti della malavita siciliana ed anche dai cantastorie nell’Opera dei Pupi per comunicare senza essere compresi dagli estranei al sodalizio. I mafiosi, che vengono definiti in certi contesti «persone di rispetto» o «uomini d'onore», svolgono anche la funzione e il ruolo di "giudici" e "pacieri": ricevono le denunce al posto delle autorità, risolvono contrasti familiari ed economici, chiedono ed ottengono voti per un dato candidato che, una volta eletto, ricambierà l'appoggio concedendo favori alla cosca infettando l'amministrazione pubblica e il sistema della giustizia. La mafia non si presenta quindi come un anti-Stato, ma come uno "Stato" parallelo allo Stato di diritto, che offre "servizi di protezione", esige e gestisce le "tasse" (pizzo, usura, eccetera) e "amministra" con la violenza e l'intimidazione il suo territorio. Secondo il celebre giurista Santi Romano, le mafie costituirebbero addirittura un vero e proprio ordinamento giuridico:
(Santi Romano, L'ordinamento giuridico, 1917.)
I mafiosi fondano il loro potere soprattutto sul consenso sociale delle popolazioni, sul sostegno (estorto o volontario) di operatori economici (ad esempio si consideri il mondo dell'imprenditoria e delle banche) e sul substrato culturale, ancora familistico e feudale, generalmente piuttosto arretrato dal punto di vista socio-culturale. 

## Interpretazioni del fenomeno
(Salvatore Lupo, Storia della mafia)

Nella seconda metà dell'Ottocento, gli studiosi meridionalisti Pasquale Villari e Leopoldo Franchetti diedero una spiegazione del fenomeno mafioso di matrice positivista che lo vedeva come frutto delle degenerazioni della vita amministrativa, economica e sociale delle popolazioni meridionali ma negarono il suo carattere di associazione organizzata. La tesi di Franchetti (che riscontrò parecchio successo ma ebbe varie critiche e fu ripresa più di un secolo dopo dal sociologo Diego Gambetta e dal criminologo Federico Varese) è che la mafia non fosse un'organizzazione centralizzata ma un cartello di bande indipendenti che, in mancanza di uno Stato di diritto forte, vende ai privati i propri servizi di protezione:
regolare, si trovano sempre riunite per promuovere il reciproco interesse, astrazione fatta da qualunque considerazione di legge e di giustizia e di ordine pubblico; è un sentimento medioevale di colui che crede di poter provvedere alla tutela ed alla incolumità della sua persona e dei suoi averi mercè il 
suo valore e la sua influenza personale indipendentemente dalla azione dell’autorità e delle leggi.»
(Leopoldo Franchetti, Condizioni politiche e amministrative della Sicilia, p. 63)
Tuttavia la più fortunata definizione del concetto di mafia per l'epoca fu fornita dall'antropologo siciliano Giuseppe Pitrè nella sua opera Usi, costumi, usanze e pregiudizi del popolo siciliano (1889):
(G. Pitré, Usi e costumi credenze e pregiudizi del popolo siciliano, Palermo, 1889)
Ai primi del '900 la definizione di mafia divenne oggetto di dibattito pubblico a seguito del clamore nazionale suscitato dal delitto Notarbartolo: gli intellettuali Napoleone Colajanni e Giuseppe De Felice Giuffrida considerarono la mafia come una sorta di autogoverno dei siciliani, «un sentimento medioevale nato e sviluppatosi come unica forma di sopravvivenza a secoli di dominazione straniera, di ingiustizia e anarchia». Celebre anche l'opinione di Gaetano Mosca (studioso palermitano fondatore della scienza politica moderna), il quale, in un saggio apparso su una rivista, distingueva tra «spirito di mafia» e «mafia», quest'ultima intesa come complesso di singole associazioni di malfattori, dette «cosche», secondo lui tra loro reciprocamente autonome e non «federate»; lo spirito di mafia secondo Mosca «è una maniera di sentire che, come la superbia, come l’orgoglio, come la prepotenza, rende necessaria una certa linea di condotta in un dato ordine di rapporti sociali»: esso consiste nel «reputare debolezza o vigliaccheria il ricorrere alla giustizia ufficiale [...] per la riparazione [...] di certi torti ricevuti» [ibidem, 54], ed è strettamente associato a sentimenti quali l’onore e il desiderio di essere rispettati. Minor fortuna ebbero invece gli studi criminologici di ispirazione lombrosiana sul fenomeno mafioso pubblicati dai funzionari di Pubblica Sicurezza Giuseppe Alongi e Antonino Cutrera, i quali cercarono di decifrarne i significati in base alle indagini giudiziarie da loro condotte ma entrambi non ne danno una definizione certa: secondo Alongi la mafia indicherebbe un «modo di essere, di sentire e di operare» tipico dei siciliani ma spinto alle estreme conseguenze ed esisterebbero vari gruppi mafiosi più o meno strutturati ma indipendenti (alta e bassa mafia, mafia di montagna, delle marine, di borgata, di città, ecc..) che si distinguono o confondono con la criminalità comune a seconda dei casi; anche per Cutrera la mafia sarebbe un «vizio sociale», una «degenerazione dell'omertà» che contraddistingue il popolo siciliano e che arriva a provocare «il delitto e l'associazione a delinquere» ma egli traccia una distinzione soltanto tra mafia di città e mafia di campagna: la prima non presenterebbe un'organizzazione definita e sarebbe costituita dai ricottari (lenoni) mentre la seconda sarebbe strutturata in capi e gregari e troverebbe i suoi adepti nei ceti sociali dei guardiani, gabellotti e campieri.
Nel secondo dopoguerra si affermò una corrente di pensiero di tipo socio-antropologico: secondo Henner Hess, la mafia non sarebbe un'organizzazione ma una forma mentis tipica della subcultura siciliana (sicilianismo) che fa le veci di uno Stato estraneo o assente, mentre Anton Blok sostenne che si trattava di «un modus vivendi tra le richieste della struttura politica formale da un lato e le tradizionali esigenze locali dall’altro», ossia una forma di mediazione tra le comunità locali e l'autorità centrale. Queste teorie furono poi sviluppate da Pino Arlacchi, che parlò della mafia come aspetto subculturale all'interno di un'economia agraria che si è trasformato in soggetto imprenditoriale nel contesto dell'evoluzione capitalista e consumistica della società (cioè è diventata mafia imprenditrice), e da Raimondo Catanzaro, secondo cui il fenomeno è frutto di «un'ibridazione sociale», ossia la «risposta della periferia all’impatto del centro; ma non potrebbe affermarsi senza il sostegno di quest’ultimo».
Parallelamente, ebbe notevole influenza la corrente di pensiero che proponeva un'interpretazione di stampo marxista, derivazione diretta delle analisi di Antonio Gramsci sulla questione meridionale. Importanti furono i contributi degli storici di formazione marxista Emilio Sereni (che vide il fenomeno mafioso come «borghesia impedita nel suo sviluppo» in conflitto con il sistema feudale allora vigente) ed Eric Hobsbawm (che considerò la mafia come una particolare forma di banditismo sociale, «un sistema di potere, a carattere privato e parallelo a quello ufficiale»). Intellettuali di sinistra come Michele Pantaleone, Danilo Dolci, Giuseppe Fava e Nando dalla Chiesa intesero invece la mafia come parte integrante delle classi dirigenti che si erano succedute al potere. Su quest'ultima posizione risultò anche il pensiero di Leonardo Sciascia, il quale, condividendo in pieno l'analisi di Hobsbawm ed Hess, affermò che la mafia è «una borghesia parassitaria, una borghesia che non imprende ma soltanto sfrutta», che «sorge e si sviluppa [...] «dentro» lo Stato» ma, gradualmente, si è trasformata in una «“multinazionale del crimine”, in un certo senso omologabile al terrorismo e senza più regole di convivenza e connivenza col potere statale e col costume, la tradizione e il modo di essere dei siciliani». Alla fine degli anni '90, lo studioso Umberto Santino, anch'egli di formazione marxista, elaborò il cosiddetto “paradigma della complessità” per l’interpretazione del fenomeno mafioso basata soprattutto sull’ipotesi che esso sia il risultato della relazione interattiva tra criminali, soggetti sociali ed economici, aspetti politici e anche culturali, introducendo così la nozione di «borghesia mafiosa», di cui si ha traccia già nel lavoro dello storico Giuseppe Carlo Marino.
Dagli anni '80 si iniziò ad affrontare il fenomeno mafioso da un punto di vista giuridico-giudiziario a seguito della promulgazione della legge 13 settembre 1982, n. 646, voluta dal deputato Pio La Torre e che introdusse appunto il reato di "associazione di tipo mafioso", la cui definizione divenne oggetto di analisi da parte di giuristi e magistrati quali Giuliano Turone, Giovanni Falcone, Giovanni Fiandaca e tanti altri:
acquisire in modo diretto o indiretto la gestione o comunque il controllo di attività economiche, di concessioni, di autorizzazioni, appalti e servizi pubblici o per realizzare profitti o vantaggi ingiusti per sé o per altri, ovvero al fine di impedire od ostacolare il libero esercizio del voto o di procurare voti a sé o ad altri in occasione di consultazioni elettorali.»
(Articolo 416 bis, terzo comma, del Codice penale italiano)
Un approccio più storiografico al fenomeno mafioso, a parte i pionieristici lavori di Salvatore F. Romano, Virgilio Titone, Gaetano Falzone e Francesco Brancato, si ebbe a partire dagli anni '90 grazie agli studi degli storici Salvatore Lupo, Paolo Pezzino, Nicola Tranfaglia, Francesco Renda, Giuseppe Carlo Marino e John Dickie.

## Nel mondo
Il fenomeno mafioso è diffuso in quasi tutti gli Stati del mondo con caratteristiche proprie a seconda del contesto socioeconomico.

### Albania
È presente e diffusa nel sud dell'Albania e nel Kosovo ma ha esteso ramificazioni in quasi tutti gli Stati membri dell'Unione europea. È strutturata in clan su base familiare e le attività di rilievo sono principalmente il traffico di droga su larga scala, sfruttamento della prostituzione, tratta di esseri umani e traffico di armi. I clan albanesi hanno stretto accordi con i cartelli colombiani e la mafia turca per l'acquisto di grosse partite di eroina e cocaina destinate ai mercati europei ed hanno impiantato estese piantagioni di marijuana nel sud dell'Albania per produrre in proprio questa droga.

### Austria
| ’Ndrangheta  | Gioco illegale, crimini economici       |
| Camorra      | Vendita di prodotti contraffatti        |
| Mafia cecena | Estorsione, traffico d'armi e scommesse |

### Belgio
| ’Ndrangheta      | Traffico di droga, riciclaggio                                              |
| Mafia marocchina | Traffico di droga, estorsione, assassinio, sfruttamento della prostituzione |

### Brasile
In Brasile sono presenti almeno una trentina di gruppi criminali che controllano le locali favelas, ma il Primeiro Comando da Capital (PCC) di San Paolo, il Comando Vermelho (CV) di Rio de Janeiro e la Familia do Norte (FdN) di Manaus, sono le organizzazioni criminali più potenti e sanguinarie, nate negli anni '90 nel violento contesto carcerario brasiliano. In particolare il PCC conta circa 30.000 affiliati e la sua attività principale (oltre a omicidi, furti e sequestri di persona) è il traffico di cocaina: la materia prima è acquistata direttamente nei confinanti Perù e Bolivia e fatta transitare dal Paraguay da contrabbandieri affiliati al PCC (che gestiscono anche la fiorente produzione di marijuana paraguayana) per giungere ai consumatori nelle metropoli di San Paolo, Curitiba o Rio de Janeiro mentre il resto dei carichi viene imbarcato soprattutto dal porto di Santos, nello Stato di San Paolo, e fanno scalo in Africa occidentale (soprattutto in alcuni Stati di lingua portoghese come Capo Verde e Guinea Bissau) per andare a rifornire il 60% del mercato europeo. In quest'ottica il PCC ha stabilito importanti accordi con la 'Ndrangheta e infatti, a partire dal 2014, sono aumentati nel porto di Gioia Tauro i sequestri di cocaina proveniente da Santos.

### Cecenia
La Obščina (Община, una parola russa che significa letteralmente "comunità") - conosciuta anche come mafia cecena - è una delle più grandi ed importanti forme di criminalità organizzata dell'ex-Unione Sovietica.
Cosa esattamente colleghi il crimine organizzato ceceno ai movimenti politici di natura indipendentista, al fondamentalismo islamico e, in generale, ai conflitti odierni del Caucaso è ancora oggetto di dibattito.

### Cina
Le Triadi cinesi sono delle organizzazioni criminali raggruppate in diversi cartelli, che hanno il centro dei loro interessi ad Hong Kong e ramificazioni pressoché internazionali, in particolare in quasi tutta l'Asia (nel sud della Cina in particolare ma anche a Taiwan e nel Sud-est asiatico), Europa, Nord America, Oceania.

### Colombia
Nel paese operano diversi cartelli - conosciuti come cartelli colombiani - dediti soprattutto al traffico di droga, specialmente cocaina. I più famosi sono stati:
- Cartello di Cali (1977 - 1998);
- Cartello di Medellín (1976 -1993);
- Cartello di Norte del Valle (1990 - 2006).

I gruppi emergenti attuali (dal 2006), invece, sono chiamati BACRIM (Bandas Criminales), nati dall'unione tra esponenti dei precedenti cartelli e dei gruppi paramilitari colombiani, sempre dediti al traffico di cocaina tra Colombia, Nord America ed Europa. Le principali BACRIM sono:
- Águilas Negras;
- Los Rastrojos;
- Los Urabeños o Clan del Golfo;
- Los Paisas[75];
- Los Machos[76][77];
- Los Gaitanistas[78];
- Renacer;
- Nueva Generación;
- ERPAC[79];
- Bloque Meta;
- Libertadores del Vichada;
- Ejército Popular de Liberación (dal 2013 considerato un cartello della droga)[80]
- La Oficina de Envigado.

### Danimarca
| ’Ndrangheta | Infiltrazione nell'economia lecita |

### Finlandia
| Bande di motociclisti | Traffico di droga, armi, riciclaggio nell'economia lecita |

### Francia
Le zone con il più alto tasso di criminalità in Francia sono l’Ile-de-France, la Provence-Alpes-Côte-d’Azur e la Corsica. 
Il grande banditismo tradizionale corso-marsigliese è stato attivo soprattutto nel traffico di droga e nel riciclaggio. Tra gli anni ’50 e ’70 Marsiglia è stata infatti il centro della French Connection, la rete criminale corsa che forniva eroina agli Stati Uniti. L’organizzazione è stata smantellata grazie alle indagini, tra gli altri, del giudice Pierre Michel, poi ucciso nel 1981. In Marsiglia diverse bande si scontrano nel 21 secolo per il controllo della droga.
La Corsica presenta una cultura criminale simile al Mezzogiorno italiano. Diverse bande controllano il territorio dell’isola  ed estendono le loro attività nella Francia continentale ea livello internazionale.
È segnalata inoltre l'attività di gruppi criminali stranieri:
| ’Ndrangheta                | Traffico di droga, riciclaggio                             |
| Camorra                    | Traffico di droga, riciclaggio, rapine                     |
| Gruppi criminali russofoni | Traffico di armi, rapine, sfruttamento della prostituzione |

### Germania
| ’Ndrangheta     | Traffico di droga, riciclaggio |
| Mafia turca     | Traffico di droga              |
| Mafie russofone | Traffico di droga              |

### Giappone
Nel paese opera la Yakuza, organizzazione criminale riconosciuta come legale in Giappone - eccetto che per alcune attività, che sono invece proibite - che è presente anche negli USA.

### Italia

Le principali organizzazioni mafiose in Italia.

Il fenomeno è estremamente diffuso nel Paese, con la presenza di organizzazioni criminali tra le più forti al mondo, con ramificazioni,  affari e alleanze in ogni continente. Le più famose per tradizione secolare sono:
- Camorra;
- Cosa nostra;
- 'Ndrangheta.

Altre organizzazioni importanti sono nate nella seconda metà del XX secolo come "succursali" di queste tre mafie tradizionali per poi assumere una connotazione propria. Tra di esse possiamo annoverare la Sacra corona unita, la Banda della Magliana, l’Anonima Sarda, la Stidda, la Camorra barese, la Nuova camorra pugliese, la Società foggiana, la Camorra Peloritana, i Basilischi e la Mala del Brenta.
Le principali infiltrazioni di gruppi malavitosi stranieri sono:
| Criminalità nigeriana | Traffico di droga, tratta di esseri umani, sfruttamento della prostituzione                                    |
| Criminalità albanese  | Traffico di droga, sfruttamento della prostituzione                                                            |
| Mafia marocchina      | Traffico di droga, estorsione, traffico di migranti, rapine, sfruttamento della prostituzione                  |
| Mafie russofone       | Traffico di droga, riciclaggio, contrabbando di tabacchi, traffico di armi, tratta di esseri umani, estorsioni |

### Irlanda
La mafia irlandese opera sia in Irlanda che negli USA. Nella madrepatria collabora con cartelli della droga come quello di Kinahan.

### Israele
Diffusa anche in Russia e soprattutto negli USA, ove è conosciuta come sindacato ebraico o kosher nostra con l'immigrazione a partire dall'inizio del XX secolo.

### Lettonia
| Mafie russofone | Traffico di migranti, contrabbando di sigarette, traffico di droga, furti, riciclaggio |

### Lituania
| Gruppi locali e russofoni | Contrabbando di sigarette, alcol, gas, petrolio |

### Lussemburgo
| Cosa nostra | Riciclaggio |

### Marocco
La mafia marocchina, nota anche come Mocro Maffia, è un'organizzazione criminale specializzata nel traffico di grandi quantità di cocaina e droghe sintetiche, essendo uno dei partecipanti più dominanti nel mercato europeo traffico di droga. La categoria "Mocro Maffia" include anche i boss dell'hashish marocchino e i trafficanti del Marocco meridionale che svolgono un ruolo chiave nel traffico di droga africano, così come nel traffico di esseri umani, nel traffico di armi e nel traffico di contrabbando come sigarette e alcol, sebbene siano visti come un'entità separata dalla Mocro Maffia stricto sensu.
Le reti criminali marocchine in Europa sono attive principalmente dagli anni 1990 ed esistono principalmente in Belgio e nei Paesi Bassi. Queste reti criminali hanno relazioni privilegiate con i cartelli della droga colombiani e messicani e spesso importano droga in Europa attraverso i porti di Anversa, Rotterdam e Algeciras. In Italia, la mafia marocchina è più presente nel traffico di droga e di esseri umani, e mantiene anche alleanze con la Camorra e con la 'Ndrangheta.

### Montenegro
La mafia montenegrina (Crnogorska mafija/Црногорска мафија) è composta da varie organizzazioni criminali con sede in Montenegro o composte da montenegrini. Le bande montenegrine sono attive a partire dal 1992 in tutta Europa, in particolare in Serbia. La maggior parte degli altri gruppi criminali organizzati ad alto rischio in Montenegro sono subordinati o alleati a uno dei due clan di Cattaro, Kavač e Škaljari. I principali gruppi montenegrini sono specializzati nel contrabbando di stupefacenti, sebbene il contrabbando di sigarette altamente redditizio sia al centro dell'attenzione di diverse associazioni criminali.

### Messico
Nel paese operano diversi cartelli dediti soprattutto al traffico di droga, all'origine della cosiddetta guerra messicana della droga. I cartelli messicani detengono il monopolio della produzione ed esportazione di stupefacenti destinati agli Stati Uniti d'America (soprattutto cocaina, marijuana, eroina e metanfetamine). Secondo l'FBI, i cartelli messicani si concentrano solo sulla distribuzione all'ingrosso, lasciando le vendite al dettaglio alle bande di strada di origine messicana (La Eme, Nuestra Familia, Sureños e tante altre). Sono infatti collegati a numerose gang e non prendono posizione nei numerosi conflitti che si scatenano di tanto in tanto tre le bande degli Stati Uniti.
I più famosi cartelli messicani sono:
- Cartello di Guadalajara (1980 - 1989);
- Cartello di Juárez;
- Cartello di Sinaloa;
- Cartello di Sonora;
- Cartello di Tijuana;
- Cartello del Golfo;
- Cartello Los Zetas;
- Cartello Los Negros;
- La Familia Michoacana;
- Cartello di Jalisco Nueva Generacion.

### Nigeria
In Nigeria operano diverse confraternite dette Cults; la più importante è la Black Axe, un'organizzazione di tipo mafioso nata negli anni '70 a seguito della crisi del petrolio. La Black Axe è operativa anche in paesi europei, americani, sudamericani, asiatici ma soprattutto in Africa dove essa viene considerata la più importante e potente. Le attività maggiormente svolte sono: narcotraffico, prostituzione, omicidio, traffico di armi, contrabbando, usura, estorsione, gioco d'azzardo e riciclaggio di denaro.

### Paesi Bassi
Nei Paesi Bassi si utilizza il termine slang "Penose" per indicare i gruppi criminali olandesi, che sono diventati leader mondiali nella produzione di droghe sintetiche.
Altre organizzazioni criminali non autoctone operanti in territorio olandese sono:
| Mafia marocchina | Narcotraffico, estorsione, sfruttamento della prostituzione, violenza e assassinio |
| ’Ndrangheta      | Narcotraffico, riciclaggio                                                         |
| Camorra          | Gioco illegale, commercio di beni contraffatti                                     |

### Polonia
| ’Ndrangheta | Traffico di droga, in contatto con gruppi serbo-montenegrini |
| Camorra     | Riciclaggio, traffico di sigarette                           |
| Camorra     | Produzione di droghe sintetiche                              |

### Portogallo
| Mafia marocchina | Spaccio di stupefacenti, traffico di migranti, sfruttamento della prostituzione, estorsione, corruzione |
| ’Ndrangheta      | Spaccio di stupefacenti, riciclaggio                                                                    |

### Regno Unito
| Camorra              | Riciclaggio                 |
| Sacra corona unita   | Gioco illegale, riciclaggio |
| ’Ndrangheta          | Riciclaggio                 |
| Criminalità albanese | Traffico di stupefacenti    |
| Yardies              | Traffico di stupefacenti    |

### Repubblica Ceca
| Criminalità vietnamita | Produzione e traffico di droghe sintetiche e cannabis illegale, traffico di esseri umani |
| Triadi cinesi          | Traffico di droga e di esseri umani                                                      |
| Camorra                | Riciclaggio                                                                              |

### Romania
| Cosa nostra | Riciclaggio, infiltrazione nell'economia lecita |
| Camorra     | Traffico di sigarette, riciclaggio              |

### Russia
Comunemente identificata come Organizatsya operava principalmente in Russia, ma si è espansa anche in Europa (soprattutto dell'est) e negli Stati Uniti d'America. In Italia è abbastanza diffusa in Emilia-Romagna. Le attività sono molto diversificate, con coinvolgimento anche nel traffico di organi.

### Serbia
La Mafia serba in origine era dedita soprattutto al traffico di sigarette e al contrabbando in generale, successivamente ha esteso la sua attività al traffico d'armi, traffico di droga, racket della prostituzione e gioco d'azzardo.

### Slovacchia
| Cosa nostra | Traffico di armi                |
| Cosa nostra | Produzione di droghe sintetiche |

### Spagna
| Cosa nostra         | Traffico di droga, gioco d’azzardo, riciclaggio, in particolare nel settore turistico-alberghiero           |
| Camorra             | Traffico di droga, contrabbando di sigarette, riciclaggio                                                   |
| ’Ndrangheta         | Traffico di droga, riciclaggio                                                                              |
| Mafia marocchina    | Traffico di droga, traffico di migranti, sfruttamento della prostituzione, estorsione, corruzione, omicidio |
| Mafia russa         | Traffico di droga, riciclaggio                                                                              |
| Cartelli colombiani | Traffico di droga                                                                                           |
| Mafia galiziana     | Traffico di droga                                                                                           |

### Stati Uniti d'America
Nel paese non vi è una mafia autoctona, però operano molte organizzazioni criminali di altri paesi del mondo; essenzialmente formate da immigrati, come ad esempio i cartelli messicani, cosa nostra statunitense, la mafia irlandese, la Yakuza, la Triade e kosher nostra.

### Svezia
| Gang di motociclisti | Estorsioni, droga, traffico d'armi, infiltrazione nell'economia lecita |
| Mafia marocchina     | Traffico di droga                                                      |

### Turchia
L'attività di rilievo internazionale della mafia turca riguarda per lo più il traffico di droga ed in particolare di eroina.

### Ungheria
| Camorra              | Riciclaggio                   |
| Cosa nostra          | Riciclaggio                   |
| Criminalità albanese | Traffico di cannabis illegale |